# Jennifer Goubé
Jennifer Goubé ist eine französische Balletttänzerin und Tanzpädagogin.
Goubé trat elfjährig in die Tanzschule der Pariser Oper ein. Ab dem fünfzehnten Lebensjahr trat sie an der Oper auf, ab dem zwanzigsten Lebensjahr hatte sie Solorollen in Choreographien von Jerome Robbins (l'Après-midi d'un faune), Serge Lifar (Aricie in Phèdre), Kenneth MacMillan (Métaboles), Maurice Béjart (Serait-ce la mort?), John Neumeier (Hermia in Le Songe d'une nuit d'été) und William Forsythe (France Dance). Mit Rudolf Nurejews Truppe Noureev & Friends unternahm sie eine Europatournee.
Auf Einladung Neumeiers trat sie 1987 mit dem Hamburg Ballett in Dornröschen und Schwanensee auf. Mit Neumeiers Kompanie trat sie 1991 als Primaballerina in Wie es euch gefällt am Théâtre de la Ville in Paris und 1991 in Peer Gynt an der Pariser Oper auf. Danach unternahm sie bis 1994 mehrere Auslandstourneen.
1993 erhielt Goubé das Staatliche Diplom als Lehrerin klassischen Tanz, 1995 den Befähigungsnachweis als Tanzlehrerin. 1995 übernahm sie die Leitung des Centre de Danse de Paris Goubé an der Salle Pleyel, die 1969 von ihren Eltern Paul und Yvonne Goubé gegründet worden war. Ab 1996 gab sie auf Einladung von Asami Maki Meisterklassen in Tokio. 1998 gründete sie die aus acht bis zehn Tänzern bestehenden Etoiles de l'Europe, mit denen sie klassische und moderne Ballettstücke bei verschiedenen Festivals in Europa aufführte. 2004 gab sie Meisterkurse beim Universal Ballet in Seoul. 2005 zog sie mit dem Centre de Danse de Paris Goubé in das 17. Arrondissement um und benannte die Schule in Goubé European Dance Center um.